# 1908 en sport automobile
Chronologie du Sport automobile
1907 en sport automobile - 1908 en sport automobile - 1909 en sport automobile
Les faits marquants de l'année 1908 en Sport automobile

## Par mois

### Juillet
- 7 juillet : troisième édition du Grand Prix de France à Dieppe. Le pilote allemand Christian Lautenschlager s'impose sur une Mercedes.

## Naissances
- 26 février : Jean-Pierre Wimille, pilote automobile français. († 28 janvier 1949).
- 27 avril : Carlo Felice Trossi pilote automobile et  constructeur d'automobiles italien († 9 mai 1949)
- 5 juin : Franco Rol, pilote italien de course automobile, († 8 juin 1977).
- 16 août : Germaine Rouault, pilote automobile française, († 1982).

## Décès
- 24 février : Joseph Collomb, pilote automobile français essentiellement de courses de côtes, (° 7 février 1867).
- 29 mai : Emanuel Cedrino, pilote automobile italien. (° 7 avril 1879).